# 大相撲令和元年7月場所
大相撲令和元年7月場所（おおずもうれいわがんねん7がつばしょ）は、2019年7月7日から7月21日まで愛知県名古屋市中区のドルフィンズアリーナ（愛知県体育館）で開催された大相撲本場所である。

## 優勝争い
先場所（春場所）を膝の怪我で途中休場した貴景勝は膝が完治しないことから出場を断念。武双山以来2人目となる大関在位2場所での大関陥落となった。また、大関に返り咲いた栃ノ心も、左肩と古傷である右膝に不安がある状態で場所に臨み、初日から5連敗を喫した後に途中休場。さらには大関・豪栄道も右肩を痛めて中日から休場となり、この時点で3大関が休場という事態となった。
そんな中で優勝争いを牽引したのは中日勝ち越しを決めた鶴竜と白鵬の両横綱、さらには1敗で追う大関・髙安であったが、9日目に白鵬が逸ノ城に寄りきられ、高安も正代に突き落とされ、全勝を守った鶴竜が優勝争いを一歩リードする。高安は10日目の明生戦には勝利して勝ち越しを決めるものの、中日・玉鷲戦で痛めた肘の状態が思わしくないことから11日目から休場し、これで昭和以降初めてとなる4大関休場となった。これで優勝争いは全勝の鶴竜と1敗の白鵬の両横綱、幕尻（西前頭十六枚目）ながら2敗を守る照強に絞られ、迎えた13日目、結びの一番で平幕の友風が鶴竜をはたき込みで下し、最速記録となる初土俵から14場所目での金星獲得。これにより、両横綱が1敗で並ぶ。しかし続く14日目、白鵬は通算56勝6敗と得意にしていた琴奨菊に寄りきられて2敗目を喫し、鶴竜は関脇・御嶽海を下し1敗を守る。照強が北勝富士に敗れて3敗となり優勝の可能性が消滅したため、優勝の行方は千秋楽結びの一番で対戦する両横綱に絞られることとなった。
迎えた千秋楽、結びの一番で鶴竜は白鵬を寄りきりで下し、7場所ぶり6度目の優勝を決めた。三賞は殊勲賞が鶴竜からの金星を含む11勝を挙げた友風、敢闘賞は終盤まで優勝の可能性を残した照強、技能賞は前頭上位で10勝を挙げた遠藤と、小兵ながら9勝を挙げて土俵を沸かせた炎鵬が選ばれた。

## 番付・星取表
| 成績        | 東       | 番付   | 西       | 成績        |
| ----------- | -------- | ------ | -------- | ----------- |
| 14勝01敗    | 鶴竜     | 横綱   | 白鵬     | 12勝03敗    |
| 03勝05敗7休 | 豪栄道   | 大関   | 髙安     | 08勝03敗4休 |
| 全休        | 貴景勝   | 大関   | 栃ノ心   | 00勝06敗9休 |
| 09勝06敗    | 御嶽海   | 関脇   | 玉鷲     | 05勝10敗    |
| 08勝07敗    | 阿炎     | 小結   | 竜電     | 04勝11敗    |
| 07勝08敗    | 朝乃山   | 前頭1  | 北勝富士 | 09勝06敗    |
| 08勝07敗    | 碧山     | 前頭2  | 遠藤     | 10勝05敗    |
| 07勝08敗    | 正代     | 前頭3  | 大栄翔   | 08勝07敗    |
| 04勝11敗    | 明生     | 前頭4  | 逸ノ城   | 09勝06敗    |
| 07勝08敗    | 琴奨菊   | 前頭5  | 宝富士   | 06勝09敗    |
| 08勝07敗    | 千代大龍 | 前頭6  | 志摩ノ海 | 08勝07敗    |
| 08勝07敗    | 妙義龍   | 前頭7  | 友風     | 11勝04敗    |
| 06勝09敗    | 阿武咲   | 前頭8  | 隠岐の海 | 08勝07敗    |
| 06勝09敗    | 松鳳山   | 前頭9  | 大翔鵬   | 06勝09敗    |
| 09勝06敗    | 琴恵光   | 前頭10 | 貴源治   | 04勝11敗    |
| 全休        | 嘉風     | 前頭11 | 錦木     | 06勝09敗    |
| 05勝10敗    | 栃煌山   | 前頭12 | 輝       | 07勝08敗    |
| 05勝10敗    | 千代丸   | 前頭13 | 佐田の海 | 09勝06敗    |
| 07勝08敗    | 豊ノ島   | 前頭14 | 炎鵬     | 09勝06敗    |
| 04勝11敗    | 矢後     | 前頭15 | 魁聖     | 01勝10敗4休 |
| 11勝04敗    | 琴勇輝   | 前頭16 | 照強     | 12勝03敗    |